# Dierama mossii
Dierama mossii là một loài thực vật có hoa trong họ Diên vĩ. Loài này được (N.E.Br.) Hilliard miêu tả khoa học đầu tiên năm 1988.